# Aeródromo Futaleufú
El Aeródromo Futaleufú (OACI: SCFT) es un terminal aéreo junto a la localidad de Futaleufú, Provincia de Palena, Región de Los Lagos, Chile. Este aeródromo es de carácter público.
Este aeródromo fue considerado en el año 2011 como uno de los aeródromos más difíciles para aterrizar en Chile